# Río Rialbo
El río Rialbo es un curso de agua del norte de la península ibérica, afluente del Ésera. Discurre por la provincia española de Huesca.

## Curso
Discurre por la provincia de Huesca. El río, que tiene su origen en el macizo de Turbón y el valle de Llert, desemboca en el Ésera aguas abajo de Campo. Aparece descrito en el decimotercer volumen del Diccionario geográfico-estadístico-histórico de España y sus posesiones de Ultramar de Pascual Madoz de la siguiente manera:

RIALBO: barranco en la prov. de Huesca, part. jud. de Benabarre: se forma de las aguas que descienden de las escarpadas y elevadisimas montañas de Turbon y valle de Llert: mueve en su curso un molino harinero en las villas de Turbon, y sus aguas cuando acrece mucho son blanquecinas y ensucian las del r. Esera, en cuya márg. der. desemboca 1/2 hora debajo de Campo, en cuyo térm. le cruza un puente de madera para facilitar el paso de la carretera de Benasque. Sin duda, de ser blancas sus aguas por lo cenagosas se llama Río-Albo. Su caudal ordinario es de 3 muelas, pero en las tronadas y alubiones se convierte en río.
(Madoz, 1849, p. 441)

Las aguas del río, perteneciente a la cuenca hidrográfica del Ebro, acaban vertidas en el mar Mediterráneo.